# Combustível sintético
Combustíveis sintéticos são aqueles quimicamente formados por processos antropogênicos. Ou seja, a sintetização de combustíveis envolve reforma química, com o objetivo de gerar outros combustíveis, mais adequados ao abastecimento de processos industriais e motores de combustão interna, por exemplo. Isto se deve ao menor teor de impurezas e características físicas que tornam tecnologicamente mais fácil, rápida e limpa a combustão.
As matérias-primas de combustíveis sintéticos são as mais variadas, de carvão mineral e pneus inservíveis a resíduos agrícolas e óleos vegetais. Os produtos geralmente têm forma líquida ou gasosa e podem passar por processos de limpeza, removendo cinzas e substâncias danosas às máquinas e ao meio ambiente, tais como os óxidos de enxofre.
Os processos mais comuns de sintetização de combustíveis são a gaseificação e pirólise, existem também processos de capazes de transformar combustível gasoso em líquido como o processo de Fischer-Tropsch.